# نادي العمارة
نادي العمارة الرياضي هو أحد أندية الدوري العراقي يلعب في الدوري العراقي الدرجة الثالثة ويقع مقره في مدينة العمارة بمحافظة ميسان.